# Coup de genou remontant
Le coup de genou remontant, en langue anglaise straight knee-thrust, est un Coup de genou porté au corps à corps, le plus souvent quand l'adversaire se penche ou à l'aide d'une saisie de la nuque (action combinée : traction vers le bas et lever de genou).

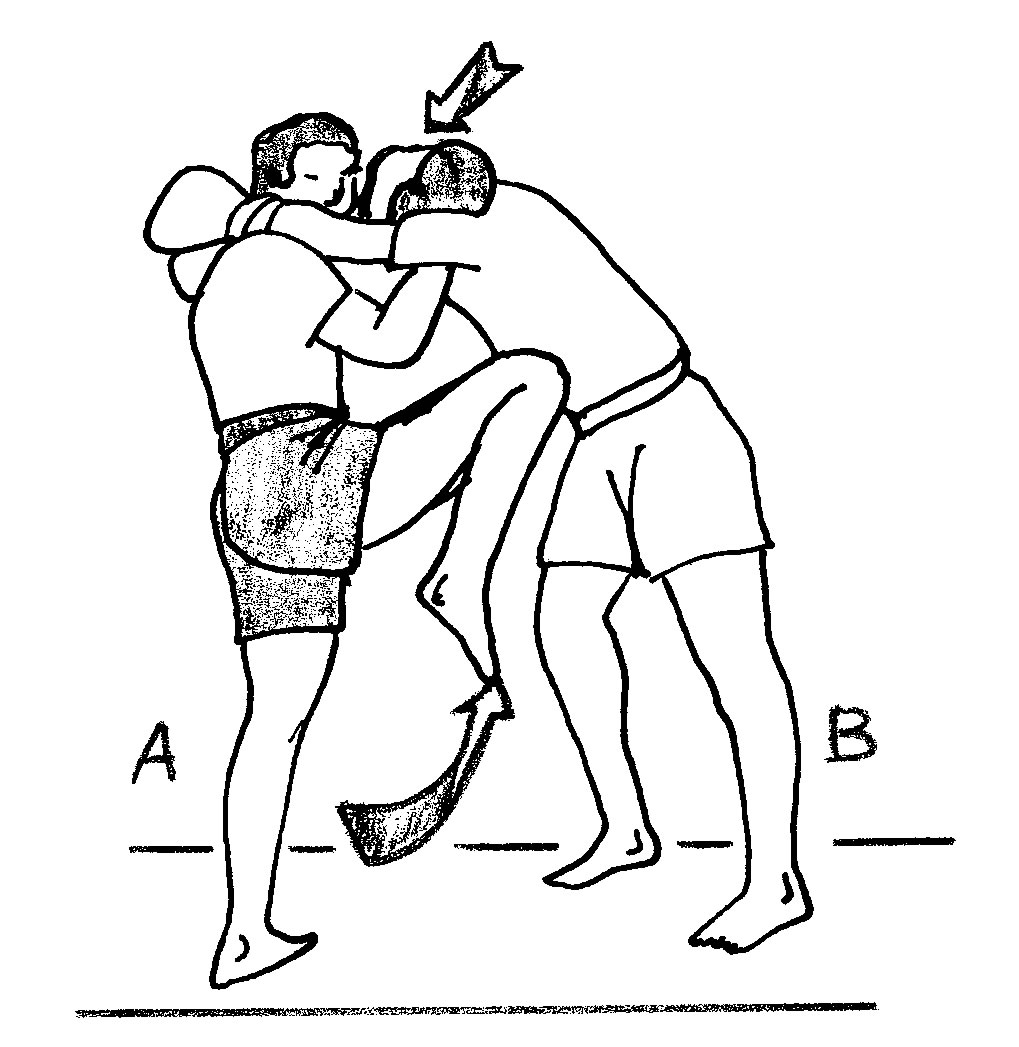
Coup de genou remontant avec saisie de la nuque
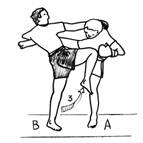
Coup de genou remontant avec saisie de jambe